# Melanargia vidua
Melanargia vidua är en fjärilsart som beskrevs av Hermann Stauder 1911. Melanargia vidua ingår i släktet Melanargia och familjen praktfjärilar. Inga underarter finns listade i Catalogue of Life.